# Odeya Rush
Odeya Rush (en hébreu : אודיה רש) est une actrice et mannequin israélo-américaine, née le 12 mai 1997 à Haïfa.
Elle est surtout connue pour son rôle dans le film La Drôle de vie de Timothy Green (2012), pour lequel elle a reçu une nomination au Young Artist Awards.

## Biographie
Odeya Rush, de son vrai nom Odeya Rushinek, est née à Haïfa, en Israël. Son prénom, Odeya, signifie « Dieu merci » en hébreu. Elle immigre aux États-Unis à l'âge de 9 ans, pour que son père, Schlomo, puisse trouver un travail en tant que consultant en sécurité dans l'Alabama. Odeya Rush est juive, elle va à la N.E Milles Jewish Day School à Birmingham, où elle vivait. Deux ans plus tard, elle déménage à Midland Park dans le New Jersey, où elle entre dans une école publique. Odeya a 6 frères, dont des jumeaux.
Depuis le début de l'année 2013, elle vit avec sa famille à Los Angeles.

## Carrière

### Mannequinat
Avant de devenir actrice, elle a commencé sa carrière dans le mannequinat durant son enfance et son adolescence, lors de son arrivée aux États-Unis. Elle apparaît dans les publicités et grandes campagnes pour les marques Polo Ralph Lauren, Gap, Tommy Hilfiger et Guess.

### Actrice
On la retrouve dans des séries télévisées comme dans Larry et son nombril, dans l'épisode Mister Softee, où elle joue le rôle d'Emily ; ou New York, unité spéciale, dans l'épisode Branded, où elle joue le rôle d'Hannah Milner.
Mais elle est surtout connue pour avoir joué Joni Jerome, la meilleure amie de Timothy dans La Drôle de vie de Timothy Green.
En septembre 2013, la Weinstein Company a annoncé qu'Odeya Rush jouera Fiona dans The Giver, un film de science-fiction réalisé par Phillip Noyce, dans lequel joueront également Brenton Thwaites, Jeff Bridges, Meryl Streep, Alexander Skarsgård, Cameron Monaghan et Taylor Swift.
Elle apparaît aux côtés de Kiernan Shipka, Mitchell Hope, Isabela Moner et Jacob Batalon dans une production Netflix, la comédie romantique Flocons d'amour, adaptation du roman éponyme co-écrit par John Green, Maureen Johnson et Lauren Myracle.

## Filmographie

### Cinéma

#### Longs métrages
- 2012 : La Drôle de vie de Timothy Green (The Odd Life of Timothy Green) de Peter Hedges : Joni Jerome
- 2013 : We Are What We Are de Jim Mickle : Alyce Parker
- 2014 : The Giver de Phillip Noyce : Fiona
- 2015 : See You in Valhalla (en) de Jarret Tarnol : Ashley Burwood
- 2015 : Chair de poule, le film (Goosebumps) de Rob Letterman : Hannah Stine
- 2016 : Holding Patterns (en) de Jake Goldberger : Amber
- 2017 : When the Devil Comes de Ken Kushner : Kyra
- 2017 : The Whole New Everything de Kurt Voelker
- 2017 : Spinning Man de Simon Kaijser : Joyce
- 2017 : The Bachelors (en) de Kurt Voelker : Lacy Westman
- 2017 : Lady Bird de Greta Gerwig : Jenna Walton
- 2017 : The Professional (Hunter's Prayer) de Jonathan Mostow Ella Hatto
- 2018 : Dear Dictator de Lisa Addario et Joe Syracuse : Tatiana Mills
- 2018 : Dumplin' de Anne Fletcher : Ellen 'El' Dryver
- 2019 : Flocons d'amour de Luke Snellin (en) : Addie
- 2020 : Pink Skies Ahead de Kelly Oxford : Stéphanie[3]
- 2022 : Umma de Iris K. Shim : River
- 2022 : Cha Cha Real Smooth de Cooper Raiff : Macy
- 2023 : Dangerous Waters de John Barr : Rose
- 2026 : The Isolate Thief de John Suits

#### Courts métrages
- 2010 : Wild Birds de Courtney Hope : Beth
- 2013 : Sticks & Stones de Chloe Dahl : Sam
- 2014 : Little Girl Blue de Molly Fisher : Sophie
- 2016 : Thanks d'elle-même : Maddy (également réalisatrice, productrice et scénariste)
- 2022 : Rainbow Floor de Barry Strum et DeLon R. warren : Kate (voix)

### Télévision

#### Séries télévisées
- 2010 : New York, unité spéciale : Hannah Milner (saison 12, épisode 6)
- 2011 : Larry et son nombril : Emily (épisode 9, saison 8)
- 2021 : Baalat HaChalomot : Nur (8 épisodes)
- 2022 : Pantheon de Craig Silverstein : Samara (voix)